# 1989 FNS歌謡祭
『1989 FNS歌謡祭』（1989 エフエヌエスかようさい）は、1989年12月12日に日本武道館で行われ、フジテレビ系列で生放送された通算18回目の賞レース形式の『FNS歌謡祭』。正式名称は『決定! FNS歌謡祭'89グランプリ』。

## 概要
平成最初の『FNS歌謡祭』。グランプリの発表は前年度グランプリ受賞者中山美穂、表彰プレゼンターは愛川欽也が務めた。グランプリの光GENJIは日本テレビ音楽祭、全日本歌謡音楽祭ゴールデングランプリ、輝け！！第20回日本歌謡大賞に続く最高賞受賞。
1987年から3回司会を務めた古舘伊知郎は、今回を以て司会を降板。翌年の1990年からは、楠田枝里子が司会となる。

## 司会
- 古舘伊知郎
- 露木茂（当時フジテレビアナウンサー）

## 受賞作品・受賞者一覧

### グランプリ（大賞）
- 光GENJI「太陽がいっぱい」

### 最優秀歌唱賞
- 細川たかし「北国へ」

### 最優秀新人賞
- マルシア「ふりむけばヨコハマ」

### 最優秀ヒット賞
- プリンセス・プリンセス

### 最優秀視聴者賞
- 石川さゆり「風の盆恋歌」

### 優秀歌謡音楽賞（グランプリ候補）
- 石川さゆり
- 大月みやこ
- 尾形大作
- 荻野目洋子「ユア・マイ・ライフ」
- 桂銀淑
- 香西かおり
- 酒井法子「ALL RIGHT」
- 坂本冬美
- 光GENJI
- 細川たかし「北国へ」
- 堀内孝雄

### 優秀新人賞（最優秀新人賞ノミネート）
- マルシア
- 田村英里子
- 香田晋
- CoCo
- 尾鷲義人
- 川越美和

### 特別賞
- 美空ひばり「川の流れのように」
- CoCo「EQUALロマンス」

### R&N奨励賞
- 大江千里「雪山へおいでよ」
- さだまさし「しあわせについて」

## スタッフ
- 構成：木崎徹
- 取材：スタッフ東京、デイリー・プラネッツ
- 音楽：広瀬健次郎
- 指揮：三原綱木
- 演奏：THE HIT SOUND SPECIAL
- コーラス：ピュア、ミュージック・メン、東京混声合唱団
- 美術プロデューサー：石鍋伸一朗
- デザイン：馬場文衛、水上啓光
- 美術進行：松沢由之
- 大道具：石塚孝志、斎藤二朗
- 電飾：上床卓史
- アクリル装飾：太田浩
- 視覚効果：渡部宏一
- タイトル：山形憲一
- 技術：笹川一男
- SW：佐藤五十一
- カメラ：金涌博行
- 映像：吉本治
- 音声：松本勝
- PA：サン楽器
- LD：谷川富也
- 照明：彩光、バリライトアジア
- 音響効果：川嶋明則（OCBプロ）
- VTR編集：星野正則（IMAGICA）
- 福井中継
  - ディレクター：小林延行／江端重政（ftb）
  - 技術：中村和夫
  - 協力：福井テレビ
- 名古屋中継
  - ディレクター：井村次雄（THK）
  - 協力：東海テレビ
- ホテルオークラ審査会場中継
  - ディレクター：小西康弘
  - 技術：堀田満行
- フジテレビ第4スタジオ
  - 技術：下田誠
- コンピューター・グラフィック：坂本浩、リンクス
- スタイリスト：梅原久沙永
- プロデューサー・演出：渡邉光男
- プロデューサー：森正行
- 制作著作：フジテレビ
- 協賛：日本音楽事業者協会、音楽出版社協会、日本レコード協会
- 企画：「FNS歌謡祭音楽大賞」大会・運営・実行委員会